# 깨짐성
깨짐성은 어떤 힘이나 접촉으로 인해 고체물질이 작은 조각으로 깨지는 경향성을 나타낸 것이다. friable(잘 깨짐)과 indurate(내구성인 단단함)은 서로 반대의 말이다.
수정구조의 규소나 석면과 같은 위험하다고 지정된 물질들은 보통 깨지기 쉬운데 만약 입자들이 깨져서 공기로 이동되어 사람 몸으로 흡수 될 수있게 된다면 건강에 위협을 주게 된다고 말해진다.

## 예시
깨지기 쉬운 물질들은 예를 들면 문지르거나 의도치 않게 물질을 닦는 것 과 같은 마찰이나 작은 압력을 주는 행동으로 fiber나 finer 입자로 작아지는 물질이다. Friability라는 용어는 이러한 특징을 가진 어떤 물질에도 적용될 수 있다.